# Peltotrupes youngi
Peltotrupes youngi es una especie de coleóptero de la familia Geotrupidae.

## Distribución geográfica
Habita en Florida (Estados Unidos).